# Рийн Там
Рийн Там (на естонски: Riin Tamm) е естонска генетичка и популяризаторка на науката. Като студентка работи по действието на тиопурин метилтрансферазата.

## Кариера
Там е родена в Тарту на 12 август 1981 г., но израства в село Пери, близо до Пълва. Родителите ѝ са лекари.
Между 1997 и 2000 г. учи в гимназията Мийна Харма в Тарту. От 2001 до 2005 г. учи молекулярни диагнози в Университета в Тарту, а от 2005 до 2007 г. завършва магистратура. След това започва да учи докторантура. Нейната магистърска теза е подготвена под ръководството на Андрес Метспалу и Керсти Оселин и е озаглавена Human thiopurine methyltransferase pharmacogenetics: genotype-phenotype correlation and haplotype analysis in the Estonian population (Човешка тиопурин метитрансфераза фармакогенетика: корелация на генотип-фенотипа и анализа на хаплотипа на естонската популация). През 2011 г. е избрана като един от 26 учени, които да пътуват из Естония и да вземат участие в дискусии в училища и академични институции.
През 2012 г. получава втора награда за Естонската национална научна комуникация в категория „Най-добър учен-популяризатор, журналист, учител и т.н в полето на науката и технологията“.

## Публикации и изяви
Там публикува в научни журнали и представя изследвания на широката публика на други места като вестник Postimees, радиопрограма „Падаща ябълка на „Радио Куку“ (Kukkuv õun – 28 август 2010) и по програма Good Vision на Естонската телевия (15 октомври 2009, 20 октомври 2011, 17 януари 2012).
Там казва, че лекарите са консервативни и все още имат относително малък интерес от използването на генетична информация, за да подобрят лечението. През юни 2012 тя казва в интервю, че има нужда от повече работа, за да се направи карта на човешката генетична структура, но вече е направено доста по въпроса. Генетичната информация може да помогне да се определи риска от определени болести и може да бъде полезна в определянето на подходящото лекарствено лечение.

## Професионални услуги
Там е член на борда на Естонското общество за човешка генетика (Eesti Inimesegeneetika Ühing) е на Естонската асоциация по геронтология и гериатрия (Eesti Gerontoloogia ja Geriaatria Assotsiatsioon),, както и председател на Програмния научен комитет на Годишния международен генен форум, организиран от Естонската геномна фондация.

## Публикации
Там е автор и съавтор на различни статии по теми, свързани с човешката генетика и геронтология:
- Milek, M.; Smid, A.; Tamm, R.; Karas Kuzelicki, N.; Metspalu, A.; Mlinaric-Rascan, I. Post-translational stabilization of thiopurine S-methyltransferase by S-adenosyl-L-methionine reveals regulation of TPMT*1 and *3C allozymes. //  Biochemical Pharmacology 83 (7).   2012. DOI:10.1016/j.bcp.2012.01.010. с. 969 – 976.
- Tamm, R. Novel human pathological mutations. Gene symbol: SPAST. Disease: Hereditary spastic paraplegia //  Human Genetics 127 (1).   2010. с. 112.
- Research on ageing and longevity in Estonia //  Reviews in Clinical Gerontology 20 (2).   2010. DOI:10.1017/s0959259810000134. с. 154 – 159.
- Kuningas, M.; May, L.; Tamm, R.; van Bodegom, D.; van den Biggelaar, A. H. J.; Meij, J. J.; Frölich, M.; Ziem, J. B.; Suchiman, H. E. D.; Metspalu, A.; Slagboom, P. E.; Westendorp, R. G. J. Selection for Genetic Variation Inducing Pro-Inflammatory Responses under Adverse Environmental Conditions in a Ghanaian Population //  PLOS ONE 4 (11).   2009. DOI:10.1371/journal.pone.0007795. с. e7795.
- Tamm, R.; Oselin, K.; Kallassalu, K.; Magi, R.; Anier, K.; Remm, M.; Metspalu, A. Thiopurine S-methyltransferase (TPMT) pharmacogenetics: three new mutations and haplotype analysis in the Estonian population //  Clinical Chemistry and Laboratory Medicine 46 (7).   2008. DOI:10.1515/CCLM.2008.187. с. 974 – 979.
- Oselin, K.; Anier, K.; Tamm, R.; Kallassalu, K.; Mäeorg, U. Determination of thiopurine S-methyltransferase (TPMT) activity by comparing various normalization factors: Reference values for Estonian population using HPLC-UV assay. //  Journal of Chromatography B Analytical Technologies in the Biomedical and Life Sciences 834 (1 – 2).   2006. DOI:10.1016/j.jchromb.2006.02.031. с. 77 – 83.

According to the Web of Science, her publications have been cited 23 times, giving her an h-index of 3.